# هيئة الأمم المتحدة للمرأة
هيئة الأمم المتحدة للمرأة (بالإنجليزية: UN Women)‏ هي كيان تابع للأمم المتحدة، يعمل على تمكين المرأة والمساواة بين الجنسين.
أصبحت هيئة الأمم المتحدة للمرأة في حيز التشغيل منذ كانون الثاني (يناير) 2011. كانت رئيسة تشيلي السابقة ميشال باشيلي المدير التنفيذي الأول للهيئة، أما المدير الحالي فهي الأفريقية الجنوبية «فومزيل ملامبو-نغوكا» هيئة الأمم المتحدة للمرأة عضو في مجموعة الأمم المتحدة للتنمية المستدامة كما كان حال صندوق الأمم المتحدة الإنمائي للمرأة

## التاريخ
رداً على قرار الجمعية العامة للأمم المتحدة 63\311 الصادر في كانون الثاني (يناير) 2006، قدّم الأمين العام التقرير رقم A/64/588، بعنوان «الاقتراح الشامل لكيان يهدف للمساواة بين الجنسين وتمكين المرأة». في هذا التقرير، كان الحل المقدم من الأمين العام أنه بدلاً من تخفيف أجزاء من مسؤوليات منظومة الأمم المتحدة فيما يتعلق بالمشاركة في تطوير أنشطة المساواة بين الجنسين وتمكين المرأة، يجب أن تسعى الهيئة الجديدة المقترحة إلى زيادة التركيز على أنشطة المساواة بين الجنسين ورفع كفاءتها لتشمل كافة هيئات وبرامج الأمم المتحدة. إضافة لذلك، فقد قدر الأمين العام بان كي مون أن هناك حاجة لحوالي 125 مليون دولار سنوياً لتغطية نفقات وتكاليف التشغيل والبدء على مستوى الدولة والإقليم والمقر الرئيسي. كما يتطلب الأمر 375 مليون دولار سنوياً في المرحلة الأولى للاستجابة لطلبات الدول لدعم برامجها.

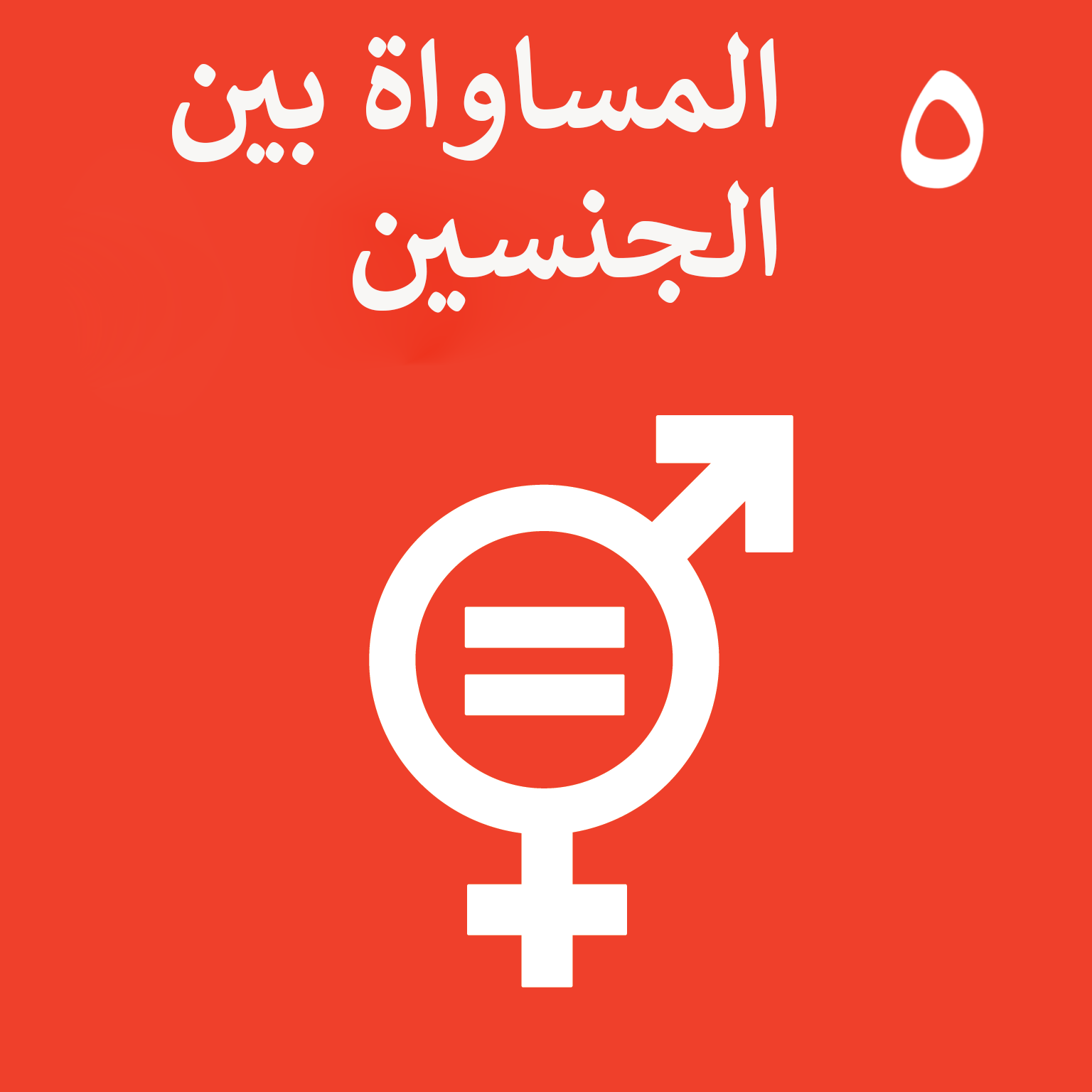
الهدف الخامس من أهداف التنمية المستدامة للأُمم المتحدة هو المساواة بين الجنسين.

بعد عدة سنوات من المفاوضات بين الدول الأعضاء في الأمم المتحدة، والجماعات النسائية والمجتمع المدني، أصدرت الجمعية العامة للأمم المتحدة القرار 64/289 بالإجماع في 2 تموز (يوليو) 2010، يتم بموجبه إنشاء هيئة الأمم المتحدة للمرأة، عن طريق دمج «قسم النهوض بالمرأة DAW» والمعهد الدولي للتطوير والتدريب (INSTRAW الذي تأسس عام 1976) ومكتب الاستشارات الخاصة لشؤون الجندرة وتطوير المرأة (OSAGI تأسس عام 1997) وصندوق الأمم المتحدة الإنمائي للمرأة (UNIFEM تأسس عام 1976). أعلن الأمين العام بان كي مون في تأسيس الحركة عن أنه ممتن للدول الأعضاء لاتخاذ هذه الخطوة العظيمة الهامة للنساء والفتيات في العالم. ستعمل هذه الهئية على بذلك جهود كبيرة لتعزيز المساواة بين الجنسين وتوسيع الفرص والتصدي للتمييز في جميع أنحاء العالم.
في 14 أيلول (سبتمبر) 2010، إعلن عن تعيين رئيسة تشيلي السابقة ميشال باشيلي رئيسة للهيئة. دعمت العديد من الدول إنشاء الهيئة ورحبت بتعيين باشيلي مديرة لها أثناء النقاش العام في افتتاح الجمعية العامة الـ 65، أشاد زعماء العالم بإنشاء كيان متخصص بأمور تمكين المرأة، ورحبوا بتعيين السيدة باشلي كرئيسة أولى.

## اقرأ أيضًا
- محمد الناصري
- عدالة النوع الاجتماعي والقانون في منطقة الدول العربية (دراسة)

## روابط خارجية
- الموقع الرسمي